# Come le foglie al vento
Come le foglie al vento (Written on the Wind) è un film del 1956 diretto da Douglas Sirk.
Girato in Technicolor, è ispirato al romanzo Written on the Wind scritto da Robert Wilder dieci anni prima.

## Trama

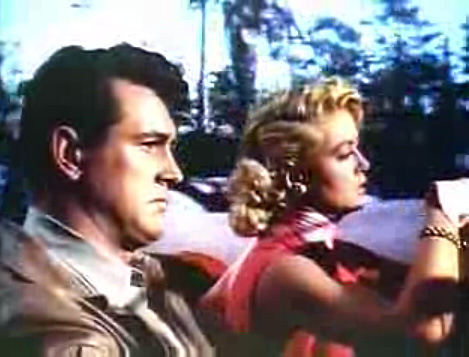
Mitch (Rock Hudson) e Marylee (Dorothy Malone) in una scena

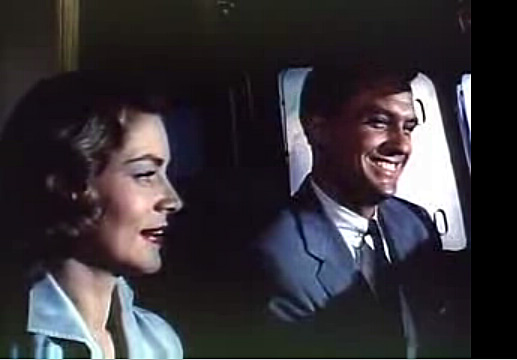
Lucy (Lauren Bacall) e Kyle (Robert Stack) in una scena

Kyle Hadley e Mitch Wayne sono cresciuti insieme; Kyle è figlio di Jasper Hadley, un magnate del petrolio del Texas che non ha mai creduto in lui, mentre Mitch, figlio del migliore amico di Jasper, rappresenta invece tutto ciò che Jasper avrebbe desiderato in un figlio: serietà, onestà e dedizione.
Kyle è un uomo indolente, tendente all'alcolismo e con una personalità tormentata ma sono proprio queste debolezze ad attrarre Lucy Moore, una donna precedentemente corteggiata da Mitch. L'incontro fra i due si conclude con un matrimonio che giova a Kyle, che smette di bere e getta addirittura in mare la pistola che teneva sotto il guanciale. Tutto sembra procedere per il meglio e la famiglia, nonostante le intemperanze della sorella minore di Kyle, Marylee.
Kyle, desideroso di avere figli, viene informato dal dottor Cochrane di un problema di supposta sterilità e la sera stessa in un ristorante, non riuscendo a confessare la sua angoscia, si ubriaca nuovamente. Mentre il problema di Kyle comincia a trapelare, suo padre, in un dialogo con Mitch, si rimprovera il fallimento della sua vita, per non essere riuscito a impedire la morte di sua moglie e per non aver saputo crescere i due figli come avrebbe desiderato; proprio allora Marylee viene riportata a casa dalla polizia e Jasper, ascoltato il resoconto del giovane con cui la ragazza era in compagnia, scopre la vita di dissolutezza della figlia, fino a quel momento appena sospettata. L'uomo, affranto, salendo la scalinata viene colpito da un infarto e muore all'istante. Kyle non riesce a riprendersi dal colpo autoaccusandosi per la morte del padre e l'amore di Lucy non sembra aiutarlo mentre Mitch intende abbandonare l'azienda. Ancora una volta il destino si accanisce contro la famiglia: Marylee genera in Kyle il sospetto di una relazione fra Lucy e Mitch che una sera confessa a Lucy il suo amore ma lei lo informa di essere incinta di Kyle, il quale si presenta ubriaco e viene accompagnato in camera sua dalla moglie, la quale gli comunica comunque la bella notizia; naturalmente il marito non le crede e la aggredisce pensando che il figlio sia in realtà dell'amico che accorre e, dopo averlo indotto ad allontanarsi, chiama il medico che riscontra la perdita del bambino, che era di Kyle. Kyle corre in un bar malfamato dove è solito recarsi per acquistare whisky di contrabbando, poi torna a casa e nella libreria trova il revolver del padre con cui minaccia Mitch rinfacciandogli di averlo sempre sminuito agli occhi di tutti; Marylee cerca di fermarlo e, nella lotta che ne segue, parte un colpo che lo uccide.
Marylee cerca di ricattare Mitch per indurlo a sposarla, minacciandolo di sostenere con la polizia che sia stato lui a sparare al fratello ma lui rifiuta. Durante il processo che segue il medico, i domestici, il barista e Lucy testimoniano delle minacce di Mitch a Kyle, proferite però nel momento di collera dopo l'aggressione dell'amico a sua moglie. Al momento della sua testimonianza Marylee, racconta come sono andate realmente le cose. Mitch viene così assolto e può finalmente coronare il suo sogno d'amore con Lucy.

## Riconoscimenti
- 1957 - Premio Oscar
  - Miglior attrice non protagonista a Dorothy Malone;
  - Candidatura Miglior attore non protagonista a Robert Stack;
  - Candidatura Miglior canzone (Written on the Wind) a Victor Young e Sammy Cahn.
- 1957 - Golden Globe
  - Candidatura Miglior attrice non protagonista a Dorothy Malone

## Curiosità
- Rock Hudson, Robert Stack e Dorothy Malone recitarono nuovamente insieme due anni dopo nel film Il trapezio della vita, sempre diretto da Douglas Sirk.
- Lauren Bacall e Robert Stack recitarono nuovamente insieme due anni dopo nel film Dono d'amore di Jean Negulesco.